# August zu Eulenburg

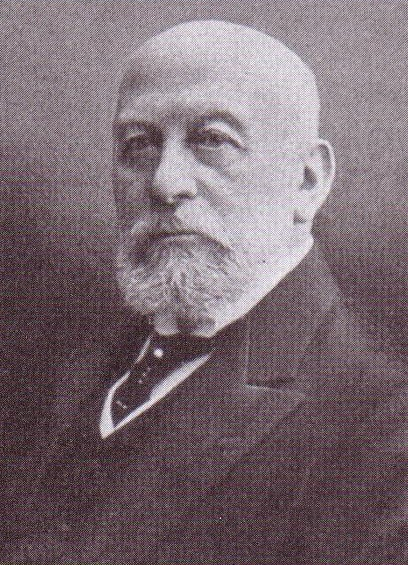
August Graf zu Eulenburg

August Ludwig Traugott Botho Graf zu Eulenburg (* 22. Oktober 1838 in Königsberg; † 16. Juni 1921 in Berlin) war ein preußischer General der Infanterie und Minister des königlichen Hauses.

## Familie
August entstammte dem obersächsischen Uradelsgeschlecht zu Eulenburg. Er war der Sohn von Botho Heinrich zu Eulenburg (1804–1879) und dessen Ehefrau Therese, geborene Gräfin Dönhoff (1806–1885). Der spätere preußische Ministerpräsident Botho zu Eulenburg war sein älterer Bruder.
Am 26. September 1864 heiratete er in Kollm Hedwig „Hedda“ Adelaide Hermine, geb. von Witzleben (1843–1928), Tochter von Friedrich von Witzleben. Das Paar hatte folgende Kinder:
- Botho (1866–1880)
- Wanda (* 1867) ⚭ 1896 Anton von L'Estocq († 1907)
- Victor (1870–1908)
- Wendt (* 1876)
- Viktoria (* 1882) ⚭ 1908 Wilhelm von Schweinitz († 1932)

## Leben
Nach dem Besuch des Gymnasiums Marienwerder trat Eulenburg am 1. November 1856 als Grenadier in das 1. Garde-Regiment zu Fuß der Preußischen Armee ein und wurde dort am 13. April 1858 zum Sekondeleutnant befördert. Zwischen 1860 und 1862 nahm er als Attaché an der Ostasien-Expedition unter Friedrich Albrecht zu Eulenburg teil. Nach der Rückkehr wurde er 1865 persönlicher Adjutant des Kronprinzen des späteren Kaisers Friedrich III. Im Jahr 1868 wurde Eulenburg zum Hofmarschall ernannt. Außerdem war er von 1879 bis 1890 Mitglied in der General-Ordens-Kommission. Zwischen 1883 und 1914 amtierte er als Oberzeremonienmeister. Außerdem war Eulenburg zwischen 1890 und 1914 Oberhof- und Hausmarschall von Wilhelm II. Aus dem aktiven Militärdienst schied er 1889 als Oberst aus, wurde aber 1891 zum Generalmajor, 1895 Generalleutnant und am 18. Oktober 1904 à la suite zum General der Infanterie befördert. Zwischen 1907 und 1918 war Eulenburg Minister des königlichen Hauses sowie Mitglied des Preußischen Herrenhauses.
Nach der Novemberrevolution war er bis zu seinem Tod Generalbevollmächtigter des Hauses Hohenzollern.

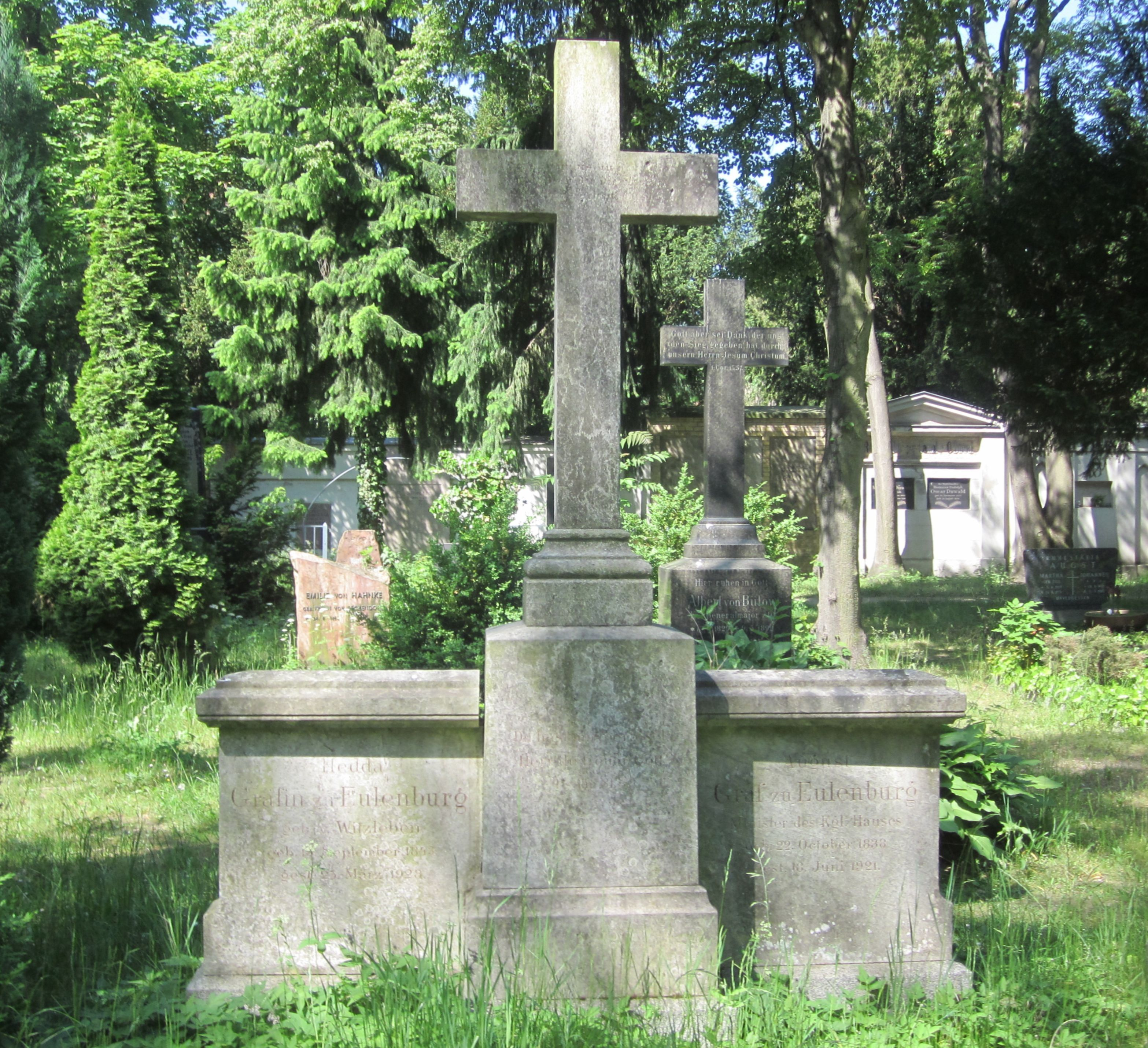
Das Grab von August zu Eulenburg in Berlin-Kreuzberg

August zu Eulenburg starb 1921 im Alter von 82 Jahren in Berlin. Sein Grab liegt auf dem Dreifaltigkeitsfriedhof I in Berlin-Kreuzberg. Er ruht dort neben seiner Frau. Auch das Doppelgrab ihrer Söhne Botho und Victor sowie das Grab von Augusts älterem Bruder Botho (1831–1912) befinden sich in der Nähe.

## Ehrungen
- Schwarzer Adlerorden mit Kette in Brillanten
- Großkreuz des Roten Adlerordens mit Schwertern am Ringe
- Großkomtur des Königlichen Hausordens von Hohenzollern
- Hausorden der Treue
- Großkreuz des Verdienstordens Philipps des Großmütigen (Verleihung: 18. Februar 1878)[2]
- Krone zum Großkreuz des Verdienstordens Philipps des Großmütigen (Verleihung: 24. Mai 1888)[3]
- Ritter des Hubertusordens
- Großkreuz des Ordens der Württembergischen Krone (1892)[4]
- Großkreuz des Ordens vom Zähringer Löwen
- Hausorden der Wendischen Krone
- Großkreuz des Österreichischen Leopold-Ordens
- Ritter des Elefanten-Ordens
- Dannebrogorden
- Mitglied der Ehrenlegion
- Sankt-Olav-Orden
- k.u. Sankt-Stephans-Orden
- Großkreuz des Sterns von Rumänien
- Mecidiye-Orden
- Ehrenbürger von Potsdam (1913)[5]